# Поточани (Вукосавље)
Поточани су насељено мјесто у општини Вукосавље, Република Српска, БиХ. Према прелиминарним подацима пописа становништва 2013. године, пописано је 180 становника.

## Историја
Поточани су до распада Југославије били у саставу општине Оџак, након чега су подијељени на два истоимена насеља од којих се једно налази у општини Вукосавље у Републици Српској, а друго у општини Оџак у Федерацији БиХ.

## Становништво
Према пописu становништва 1991. године, у насељу живи 2.250 становника.
| Демографија | Демографија | Демографија |
| Година      | Становника  | Становника  |
| ----------- | ----------- | ----------- |
| 1948.       | 1.925       |             |
| 1953.       | 1.788       |             |
| 1961.       | 1.971       |             |
| 1971.       | 2.193       |             |
| 1981.       | 2.277       |             |
| 1991.       | 2.237       |             |